# Episodi di Red Rose
La prima stagione della serie televisiva Red Rose, composta da 8 episodi, è stata trasmessa nel Regno Unito dalla BBC Three dal 15 agosto al 6 settembre 2022. La mattina del 15 agosto 2022, prima della loro trasmissione televisiva, tutti gli episodi sono stati resi disponibili su BBC iPlayer.
In Italia la serie è stata distribuita da Netflix il 15 febbraio 2023.
| nº. | Titolo originale   | Titolo italiano          | Prima TV originale | Pubblicazione Italia |
| --- | ------------------ | ------------------------ | ------------------ | -------------------- |
| 1   | It's Grim Up North | Che tristezza su al Nord | 15 agosto 2022     | 15 febbraio 2023     |
| 2   | The Garden         | Il giardino              | 16 agosto 2022     | 15 febbraio 2023     |
| 3   | Scapegoat          | Capro espiatorio         | 22 agosto 2022     | 15 febbraio 2023     |
| 4   | Manchester Innit   | Manchester, vero?        | 23 agosto 2022     | 15 febbraio 2023     |
| 5   | Lockdown           | A casa di Taz            | 29 agosto 2022     | 15 febbraio 2023     |
| 6   | Results Day        | Results Day              | 30 agosto 2022     | 15 febbraio 2023     |
| 7   | I Heart BLTN       | I love Bolton            | 6 settembre 2022   | 15 febbraio 2023     |
| 8   | The Gardener       | Il Giardiniere           | 6 settembre 2022   | 15 febbraio 2023     |